# Brèves (Nièvre)
Pour les articles homonymes, voir Brèves.
Brèves est une commune française située dans le département de la Nièvre, en région Bourgogne-Franche-Comté.

## Géographie
La commune est traversée par le canal du Nivernais et l'Yonne, ainsi que par son affluent, l'Armance.
Brèves fait partie de la communauté de communes Haut Nivernais-Val d'Yonne. La commune comprend deux hameaux : Sardy-les-forges et Sur-Yonne.

### Climat
Pour des articles plus généraux, voir Climat de la Bourgogne-Franche-Comté et Climat de la Nièvre.
En 2010, le climat de la commune est de type climat océanique dégradé des plaines du Centre et du Nord, selon une étude du Centre national de la recherche scientifique s'appuyant sur une série de données couvrant la période 1971-2000. En 2020, Météo-France publie une typologie des climats de la France métropolitaine dans laquelle la commune est exposée à un climat océanique altéré et est dans une zone de transition entre les régions climatiques « Lorraine, plateau de Langres, Morvan » et « Centre et contreforts nord du Massif Central ». 
Pour la période 1971-2000, la température annuelle moyenne est de 11 °C, avec une amplitude thermique annuelle de 16,1 °C. Le cumul annuel moyen de précipitations est de 795 mm, avec 12 jours de précipitations en janvier et 7,7 jours en juillet. Pour la période 1991-2020, la température moyenne annuelle observée sur la station météorologique de Météo-France la plus proche, « Clamecy », sur la commune de Clamecy à 8 km à vol d'oiseau, est de 11,5 °C et le cumul annuel moyen de précipitations est de 707,4 mm. 
La température maximale relevée sur cette station est de 40,7 °C, atteinte le 25 juillet 2019 ; la température minimale est de −14 °C, atteinte le 9 février 2012,,. 
Les paramètres climatiques de la commune ont été estimés pour le milieu du siècle (2041-2070) selon différents scénarios d'émission de gaz à effet de serre à partir des nouvelles projections climatiques de référence DRIAS-2020. Ils sont consultables sur un site dédié publié par Météo-France en novembre 2022.

## Urbanisme

### Typologie
Au 1er janvier 2024, Brèves est catégorisée commune rurale à habitat dispersé, selon la nouvelle grille communale de densité à sept niveaux définie par l'Insee en 2022.
Elle est située hors unité urbaine. Par ailleurs la commune fait partie de l'aire d'attraction de Clamecy, dont elle est une commune de la couronne,. Cette aire, qui regroupe 45 communes, est catégorisée dans les aires de moins de 50 000 habitants,.

### Occupation des sols
L'occupation des sols de la commune, telle qu'elle ressort de la base de données européenne d’occupation biophysique des sols Corine Land Cover (CLC), est marquée par l'importance des forêts et milieux semi-naturels (55,7 % en 2018), une proportion identique à celle de 1990 (55,7 %). La répartition détaillée en 2018 est la suivante : forêts (55,7 %), terres arables (21,6 %), prairies (20,6 %), zones urbanisées (2 %), zones agricoles hétérogènes (0,1 %). L'évolution de l’occupation des sols de la commune et de ses infrastructures peut être observée sur les différentes représentations cartographiques du territoire : la carte de Cassini (XVIIIe siècle), la carte d'état-major (1820-1866) et les cartes ou photos aériennes de l'IGN pour la période actuelle (1950 à aujourd'hui).

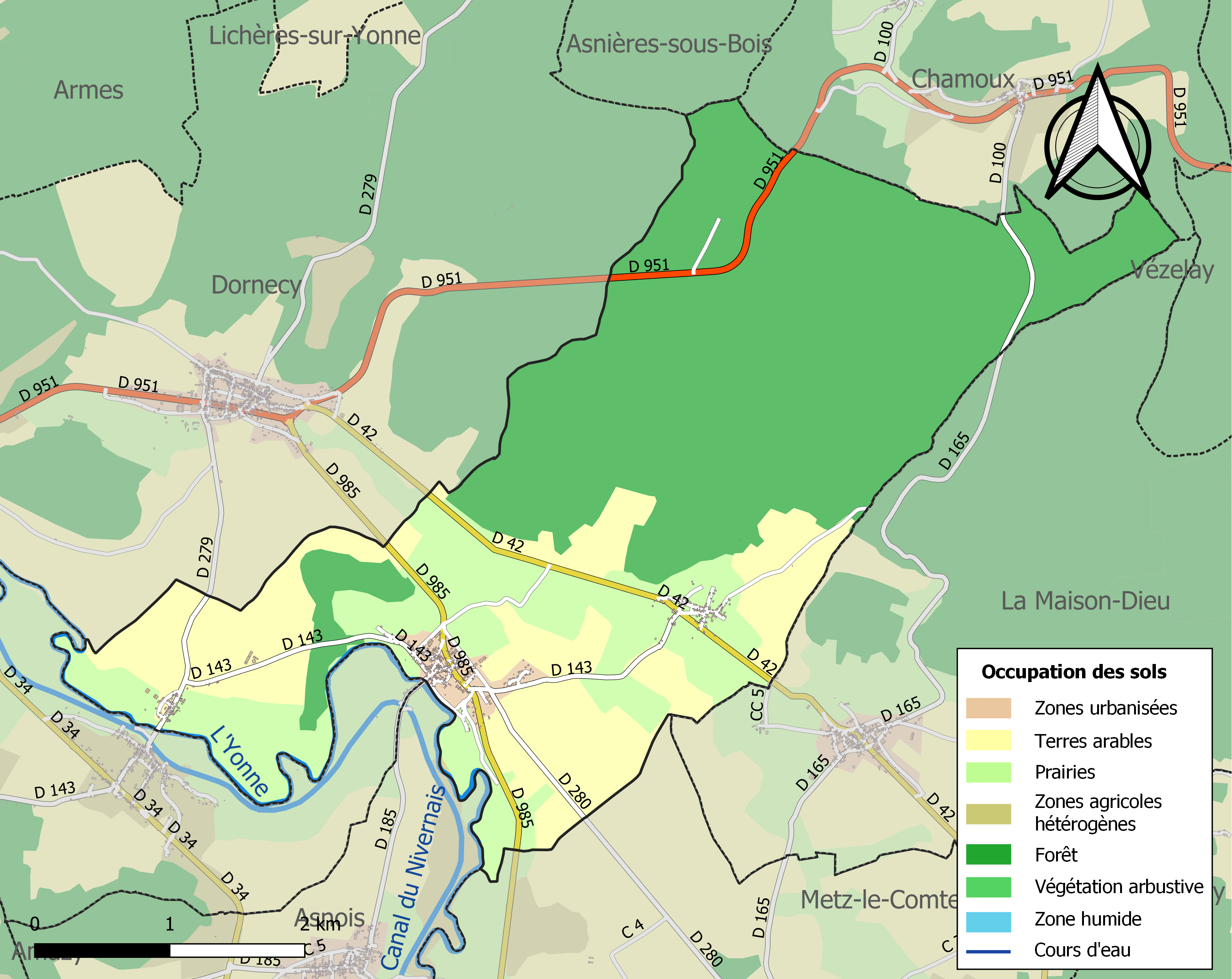
Carte des infrastructures et de l'occupation des sols de la commune en 2018 (CLC).

## Toponymie
Le nom de la localité est attesté par une inscription antique du IIIe siècle sous la forme vico Brivae.
Homonymie avec les Brives, Brive-la-Gaillarde (Brivae VIe siècle), toponymes issus du gaulois briva (autrement noté brīuā) qui signifie « pont »,.

## Histoire
Une inscription du IIIe siècle découverte à Monceaux-le-Comte signale que Brèves aurait été un village (vicus) du peuple gaulois des Éduens (vico Brivae Sugnutiae). Une importante nécropole mérovingienne au hameau Sur-Yonne a été l'objet de fouilles répétées. Le mobilier mis au jour (en particulier l'armement : scramasaxes, francisques, pointes de flèches ; le dépôt des fouilles est exposé au Musée d'Art et d'Histoire Romain-Rolland de Clamecy) semble indiquer la présence d'une implantation franque sur ce qui était la limite entre royaume franc et royaume burgonde à la fin du VIe siècle, début VIIe siècle. La présence de chefs et l'abondance des armes est le signe d'une implantation à caractère militaire. Cinq groupes avec à la tête de chacun un chef, se seraient installés en ce lieu stratégique, peu avant 534, préparant ainsi l'invasion du royaume burgonde.

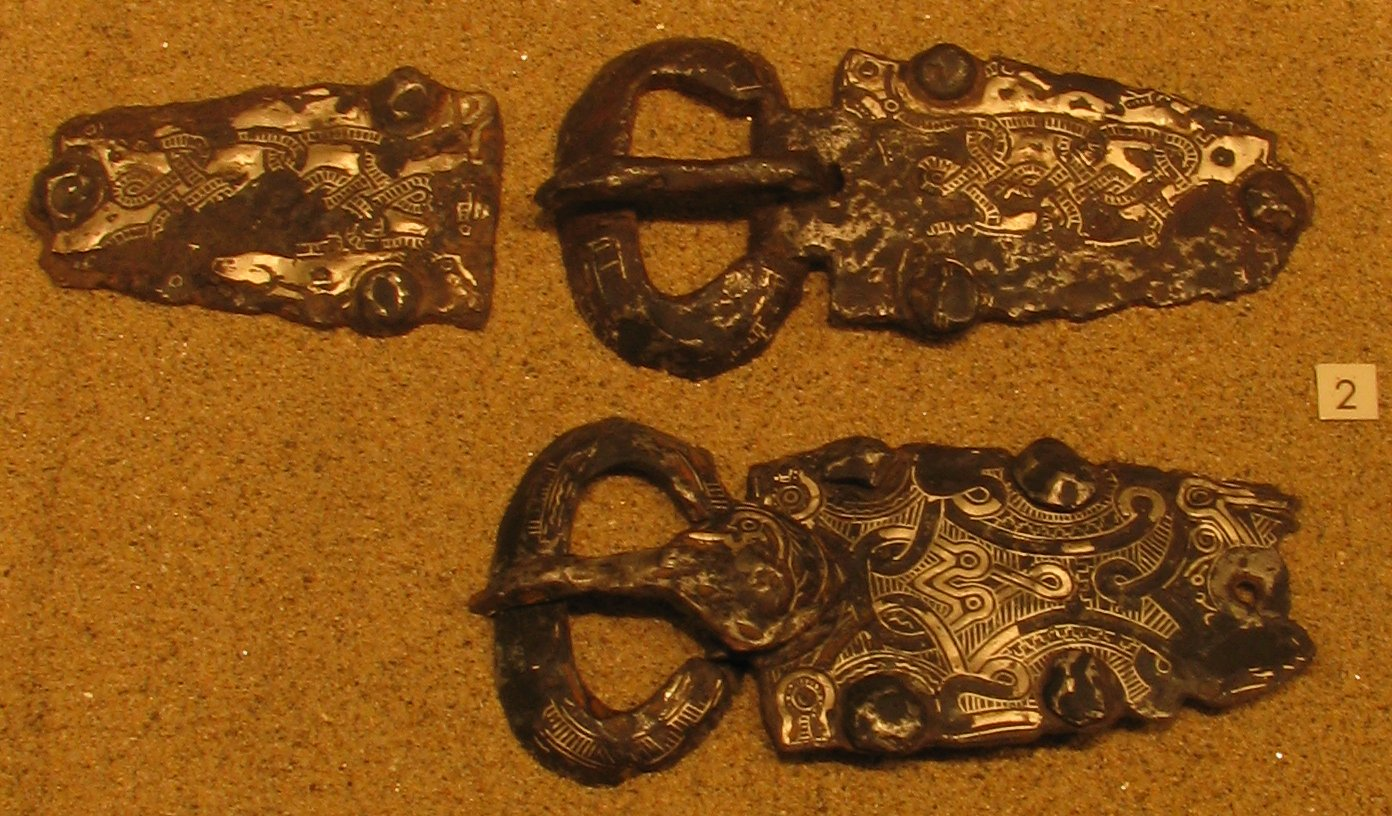
Deux plaques-boucles provenant de la nécropole mérovingienne.

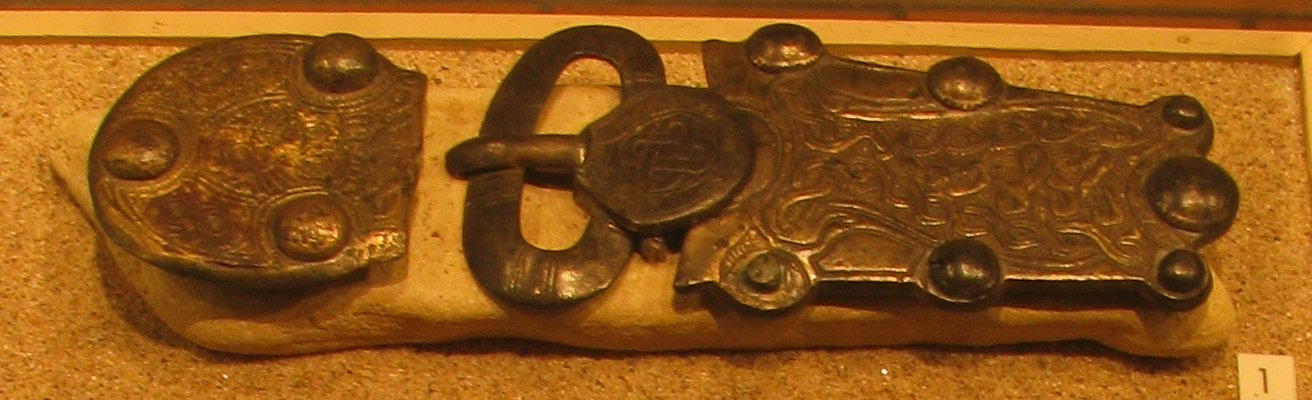
Plaque-boucle et contre-plaque, de type aquitain, bronze moulé, provenant de la nécropole mérovingienne.

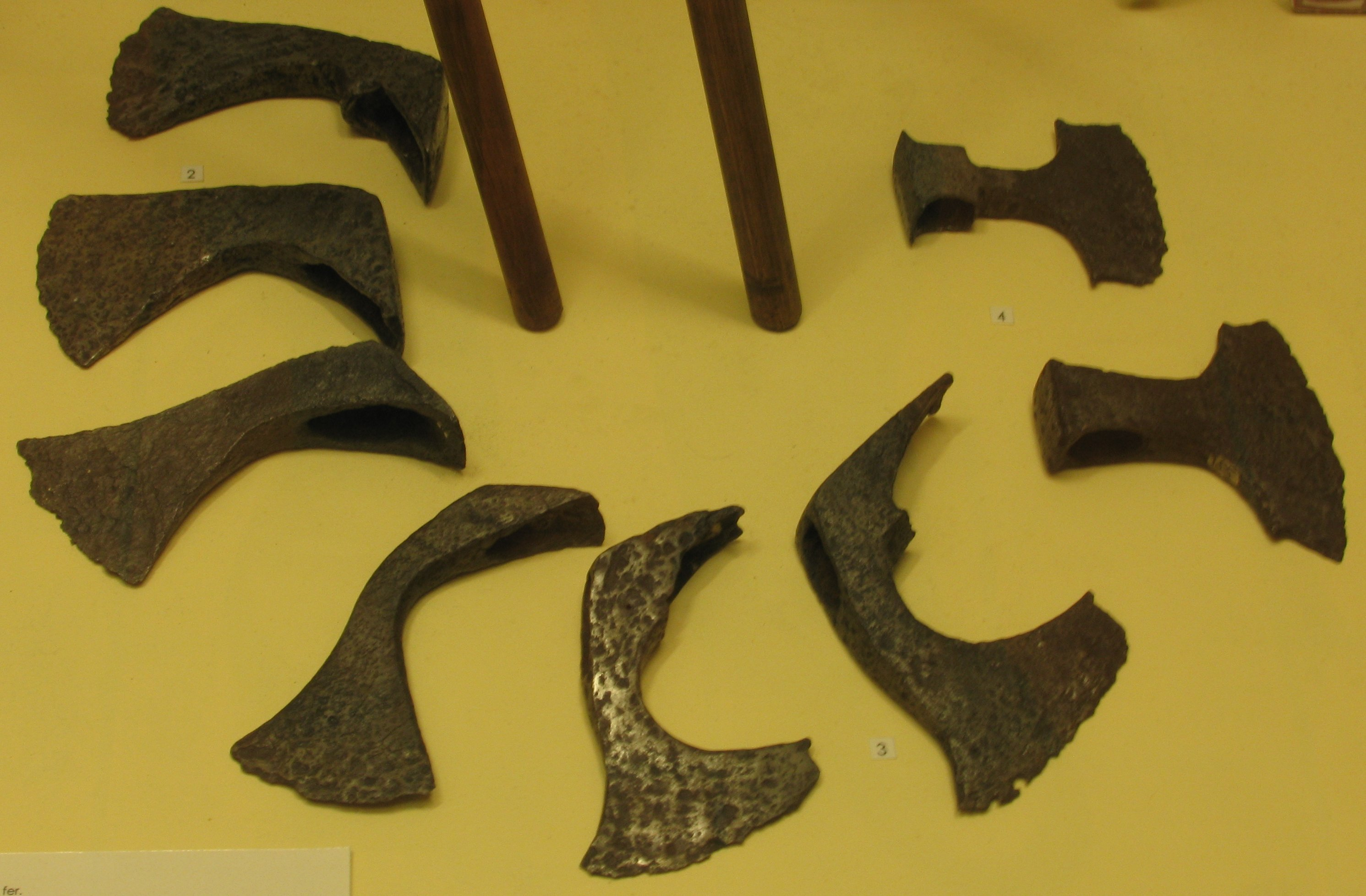
(2) Francisques (3) haches dissymétriques (4) haches à tranchant symétrique ; développé provenant de la nécropole mérovingienne de Brèves.

Le village fut la terre de Breviis en 1156 et a dépendu ensuite de la châtellenie de Metz-le-Comte. La seigneurie de Brèves appartint ensuite à la famille de Nourry, puis à la famille de Damas au XVe siècle par le mariage de Anne de Nourry, fille de Pierre de Nourry, seigneur de Brèves (entre autres), avec Jean Damas, seigneur de Montagu. Brèves, ainsi que la seigneurie de Maulévrier, appartint par succession à la famille Damas de Marcilly, puis à la famille de Savary, par le mariage de Françoise Damas avec Denis Savary en 1544. Leurs descendants furent connus sous le nom de Savary de Brèves, ou Savary comte de Brèves, ou de Savary-Brèves pour les filles.
Le fils de Denis Savary, François Savary, marquis de Maulévrier, plus couramment appelé François Savary de Brèves, devint le premier comte de Brèves en 1625, après que Marie de Médicis ait converti ses terres de Brèves en un comté, pour le remercier de ses services diplomatiques et de s'être chargé de l'éducation de son fils, Gaston d'Orléans. C'est François Savary de Brèves qui construisit le château de Brèves en 1610, selon les plans de l'architecte Salomon de Brosse et sur l'emplacement d'un château médiéval détruit durant les guerres de religion.
Le 26 juillet 1748, le comté de Brèves fut vendu par l'arrière-petit-fils de Savary de Brèves, Louis Paul Jean Baptiste Camille Savary, comte de Brèves et marquis de Jarzé, à François Houy de Cheveru, écuyer du roi. Le 22 novembre 1766, son fils, Zacharie François Hoüy de Cheveru, et sa veuve, représentée par sa fille Catherine de Cheveru, parrainèrent la nouvelle cloche de l'église de Brèves, qui se trouve toujours dans le clocher de l'église actuelle.
Sous la Révolution, Brèves ne changea pas de nom.
Le château de Brèves fut vendu en 1828 et transformé en tuilerie. L'édifice, très dégradé, fut ensuite fragmenté en plusieurs demeures qui, malgré leurs transformations successives jusqu'au XXIe siècle, laissent encore entrevoir la structure originelle du corps de bâtiment.

## Politique et administration
| Période                                  | Période   | Identité         | Étiquette | Qualité                        |
| ---------------------------------------- | --------- | ---------------- | --------- | ------------------------------ |
| avant 1973                               | ?         | Marcel Vannereau | UDR       | Négociant, ancien résistant    |
| mars 2001                                | mars 2008 | Michel Dapoigny  |           |                                |
| mars 2008                                | mai 2020  | Claude Moreux    |           | Professeur de lettres          |
| mai 2020                                 | En cours  | Yves Lamblé      | divers    | DDFPT, enseignement secondaire |
| Les données manquantes sont à compléter. |           |                  |           |                                |

## Démographie
L'évolution du nombre d'habitants est connue à travers les recensements de la population effectués dans la commune depuis 1793. Pour les communes de moins de 10 000 habitants, une enquête de recensement portant sur toute la population est réalisée tous les cinq ans, les populations de référence des années intermédiaires étant quant à elles estimées par interpolation ou extrapolation. Pour la commune, le premier recensement exhaustif entrant dans le cadre du nouveau dispositif a été réalisé en 2007.

En 2022, la commune comptait 249 habitants, en évolution de −2,35 % par rapport à 2016 (Nièvre : −3,28 %, France hors Mayotte : +2,11 %).
| 1793 | 1800 | 1806 | 1821 | 1831 | 1836 | 1841 | 1846 | 1851 |
| ---- | ---- | ---- | ---- | ---- | ---- | ---- | ---- | ---- |
| 656  | 682  | 734  | 713  | 370  | 809  | 817  | 834  | 790  |

| 1856 | 1861 | 1866 | 1872 | 1876 | 1881 | 1886 | 1891 | 1896 |
| ---- | ---- | ---- | ---- | ---- | ---- | ---- | ---- | ---- |
| 729  | 706  | 731  | 697  | 674  | 623  | 579  | 578  | 502  |

| 1901 | 1906 | 1911 | 1921 | 1926 | 1931 | 1936 | 1946 | 1954 |
| ---- | ---- | ---- | ---- | ---- | ---- | ---- | ---- | ---- |
| 458  | 444  | 393  | 330  | 350  | 315  | 309  | 314  | 282  |

| 1962 | 1968 | 1975 | 1982 | 1990 | 1999 | 2006 | 2007 | 2012 |
| ---- | ---- | ---- | ---- | ---- | ---- | ---- | ---- | ---- |
| 300  | 298  | 273  | 234  | 286  | 308  | 299  | 298  | 287  |

| 2017 | 2022 | - | - | - | - | - | - | - |
| ---- | ---- | - | - | - | - | - | - | - |
| 243  | 249  | - | - | - | - | - | - | - |

## Culture locale et patrimoine

### Lieux et monuments
- Pont, probablement d'origine gallo-romaine, sur l'Yonne ;
- Pont sur le canal du Nivernais ;
- Trois lavoirs anciens : deux à Brèves, un à Sardy-les-Forges[29] ;
- Écluse d'Esselier sur le canal du Nivernais (n° 40), en aval du village ; l'écluse de Brèves (n° 41), située en amont du pont sur le canal, se trouve sur la commune voisine d'Asnois ;
- Église construite en 1832 ;
- Tombe de Romain Rolland ;
- Ancien moulin à eau sur l'Yonne, au cœur du village ;
- La route Buissonnière traverse le village au nord.

### Personnalités liées à la commune

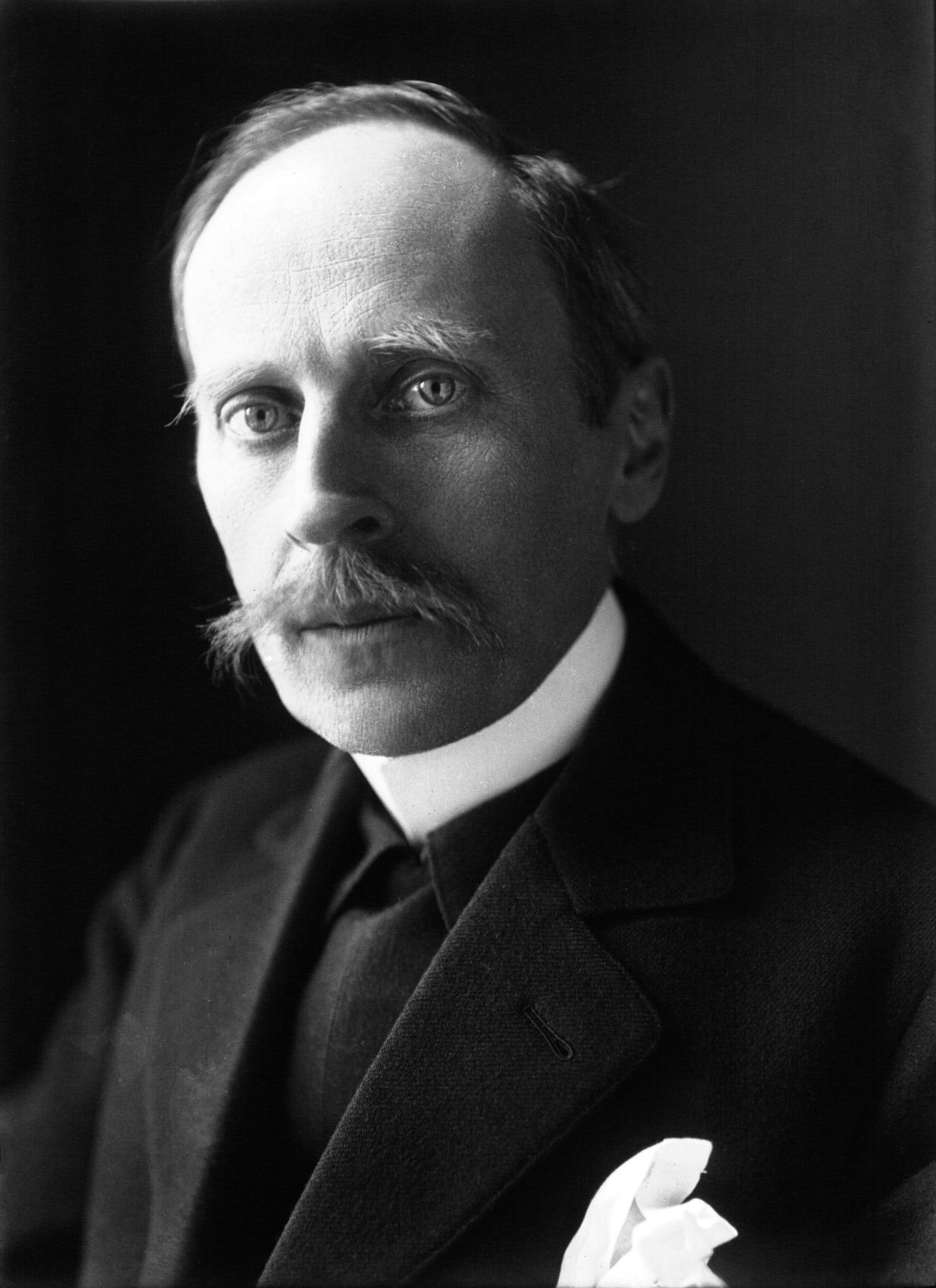
Romain Rolland en 1914.

- François Savary de Brèves (1560-1628) : marquis de Maulévrier et comte de Brèves, diplomate français des XVIe et XVIIe siècles.
- Alexis Lemaître (1864-1939), fut nommé curé de Brèves de 1892 à 1896.
- L'écrivain Romain Rolland (1866-1944), prix Nobel de littérature, est enterré au cimetière de Brèves. Sa tombe est visible contre le mur de l'église, sous des arbustes. Sa famille possédait une étude notariale dans le village.

### Héraldique

Armes de la famille Savary de Lancosme et de Brèves.

| Blason de Brèves | Blason  | Écartelé : aux 1er et 4e d'argent plain, aux 2e et 3e échiqueté de sable et d'argent. |
| Blason de Brèves | Détails | Inspiré des armes de la famille Savary de Lancosme et de Brèves, qui portait : « écartelé d'argent et de sable ». Cette différence pourrait être expliquée par une mal-interprétation de la représentation monochrome des couleurs héraldiques. Présent sur la façade de la mairie. |